# Conewango
Conewango är en kommun (town) i Cattaraugus County i delstaten New York. Vid 2020 års folkräkning hade Conewango 1 794 invånare.